# 大野インターチェンジ (大分県)
大野インターチェンジ（おおのインターチェンジ）は、大分県豊後大野市大野町田中にある中九州横断道路（千歳大野道路・大野竹田道路）のインターチェンジである。

## 道路
- 中九州横断道路（国道57号）
  - 千歳大野道路
  - 大野竹田道路

## 沿革
- 2005年（平成17年）4月13日 : 一般国道57号改築工事（中九州横断道路「犬飼千歳道路及び千歳大野道路」新設工事・犬飼インターチェンジから大野インターチェンジまで）並びにこれに伴う町道及び村道付替工事について国土交通相より土地収用法に基づく事業認定が公示される[1]。
- 2008年（平成20年）3月22日 : 千歳IC - 大野IC間 開通。
- 2012年（平成24年）6月26日 : 一般国道57号改築工事（中九州横断道路「大野竹田道路」・大分県豊後大野市大野町田中字横枕地内から同市朝地町下野字胡麻町地内まで）及びこれに伴う市道付替工事について国土交通相より土地収用法に基づく事業認定が公示される[2]。
- 2015年（平成27年）2月15日 : 大野IC - 朝地IC間 開通[3]。

## 接続する道路
- 大分県道26号三重野津原線
- 大分県道210号緒方大野線
- （付近に）大分県道57号竹田犬飼線

## 周辺情報
- 道の駅おおの
- 大分県央飛行場
- 豊後大野市 大野支所
- 大野町総合運動公園

## 隣
中九州横断道路（千歳大野道路）
千歳IC - 大野東IC - 大野IC
中九州横断道路（大野竹田道路）
大野IC - 朝地IC